# Svartå
Svartå – miejscowość (tätort) w Szwecji, w regionie administracyjnym (län) Örebro, w gminie Degerfors.
Według danych Szwedzkiego Urzędu Statystycznego liczba ludności wyniosła: 456 (31 grudnia 2015), 470 (31 grudnia 2018) i 470 (31 grudnia 2019).